# Taiji All Stars
Taiji All Stars（タイジ・オール・スターズ）は、日本のフィーチャリング・ユニット。

## 概要
「いい女が歌う曲を最高の曲に仕上げること」をコンセプトに掲げた、THEATRE BROOKやthe SunPauloのフロントマン・佐藤タイジのソロユニット。
色々なアーティストをプロデュースする機会が増えてきた佐藤に対し、スタッフが「自分が歌わない楽曲を1枚にまとめたアルバムを作ってみたらどうか」と提案したのが始まり。当初は「ロックミュージシャンと女たち」というイメージで進めようとしていたが、参加してくれたシンガーたちのテイストとずれないように1曲ごとに丁寧に曲を作って演奏した結果、メロウなソウル、アーシーなロック、アッパーなトランス、骨太なファンク・ロックなど、ゲストの多方向ぶりにあわせてバラエティーに富んだ仕上がりになった。

## 来歴
- 2006年8月19日、RISING ROCK FESTIVAL 2006 in EZO出演で始動[1][2][7]。
- 2006年11月29日、第一弾としてbirdとSAKURAをフィーチャーしたダブルリード・シングル「君が笑う方へ feat. bird/Star Navigation feat. SAKURA」をリリースしてCDデビュー[1][2][3][4]。
- 2007年1月31日、フィーチャリング・ヴォーカルにhitomiと松雪泰子を迎えた 2ndシングル「天国の歌 feat. hitomi/Blessing Soul feat. Yasuko Matsuyuki」をリリース[3][4]。
- 2007年2月21日、SAKURA、bird、UA、松雪泰子、hitomi、LO-RI FINE（COLDFEET）、Leyona、そしてMAI（Magnolia）と、まったく個性の異なる8人の女性ヴォーカリストを迎えて制作された1stフル・アルバム『FEMME FATALE』をリリース[5][6]。